# Portal Revolution
Portal Revolution — безкоштовна модифікація 2024 року на гру Portal 2 зроблений студією Second Face Software. Як і оригінальні гри серії Portal, це гра у жанрі головоломка яка передбачає використовування порталів та пересування через тестові камери.

## Ігровий процес
Як і в офіційних іграх серії Portal, ігровий процес у Portal: Revolution зосереджений на розв'язуванні головоломок у так званих "тестових камерах". Гравці використовують спеціальну гармату для створення порталів і взаємодії з різними механізмами, такими як кнопки та куби. Також є можливість покривати поверхні гелями, які дозволяють персонажу відскакувати або ковзати по них.
Мод також додає кілька нових елементів ігрового процесу, таких як душ, який змиває гель, та парні куби, що допомагають переносити лазерні промені. Крім того, повертаються "Пневматичні вентиляційні отвори", які можуть всмоктувати інші елементи тесту; ці елементи були видалені з оригінальної версії Portal 2 під час її розробки.
Деякі тестові камери також містять перемикачі, які можуть вимикати живлення, що вимикає бар'єри, але також деактивує пристрої, які допомагають гравцеві. У значній кількості головоломок першої половини гри гравцеві дозволено керувати лише одним порталом, тоді як інший розміщений у фіксованому положенні.